# Svångemålasjön
Svångemålasjön är en våtmark, tidigare sjö i Nybro kommun i Småland och ingår i Hagbyåns huvudavrinningsområde.